# Paul Condé
Paul Condé, né le 17 juillet 1875 à Lorris (Loiret) et mort le 7 décembre 1935 à Saint-Fraigne (Charente), est un homme politique français.

## Biographie
Entré à l'école navale en 1892, il quitte la Marine en 1903 avec le grade d'enseigne de vaisseau et entre dans la réserve, qu'il quitte en 1932 comme capitaine de corvette de réserve.  
Se consacrant à la gestion de ses domaines agricoles, il devient président de l'union des syndicats agricoles de la Charente, de la société de crédit immobilier et de l'office public HLM de Charente. Maire de Saint-Fraigne en 1908, il est conseiller général du canton d'Aigre en 1919 et député de la Charente de 1924 à 1928, inscrit au groupe de l'Union républicaine démocratique. 

## Sources
- « Paul Condé », dans le Dictionnaire des parlementaires français (1889-1940), sous la direction de Jean Jolly, PUF, 1960 [détail de l’édition]